# Riserva della biosfera dell'arganeto
La riserva della biosfera dell'arganeto è stata istituita nel 1998 per conservare la maggior parte del bioma dei boschi secchi mediterranei di Acacia-Argania e macchie di succulente; comprende grossomodo i contrafforti atlantici dell'Alto Atlante e le valli dei fiumi Souss e Massa.
Tra le specie di maggior interesse che vi si possono trovare figurano l'argan, la popolazione più numerosa di alberi del drago e varie specie di euforbie succulente e cactiformi.
Tra le specie animali più rilevanti ricordiamo l'ibis eremita, di cui nella riserva vive l'unica popolazione selvatica rimasta al mondo, oltre ad un gran numero di elementi etiopici che si mischiano con specie paleartiche e un gran numero di endemismi.
Comprende entro i suoi confini città come Essaouira e Agadir, che ospitano complessivamente un quarto di milione di abitanti.
È particolare il rapporto che lega gli uomini che vivono entro i confini di questa riserva all'argan, dal cui frutto si ricava un olio molto apprezzato in cucina e in cosmetica, mentre con le sue foglie forniscono foraggio per le capre.
All'interno della riserva è situato il parco nazionale di Souss-Massa.
La biodiversità della regione è particolarmente interessante per la combinazione di specie paleartiche e afrotropicali, ma anche per i suoi endemismi. In particolare sono interessanti i numerosi endemismi propri della Macaronesia con rappresentanti in questa regione. Ad esempio, il genere di curculionidi Laparocerus presenta un'unica specie al di fuori della Macaronesia, che vive precisamente in questa zona. Una cosa simile accade anche con il genere Aeonium o con alcune comunità vegetali. Tutta la regione è compresa in quella che è stata chiamata «enclave macaronesiana africana».